# Zoran Primorac

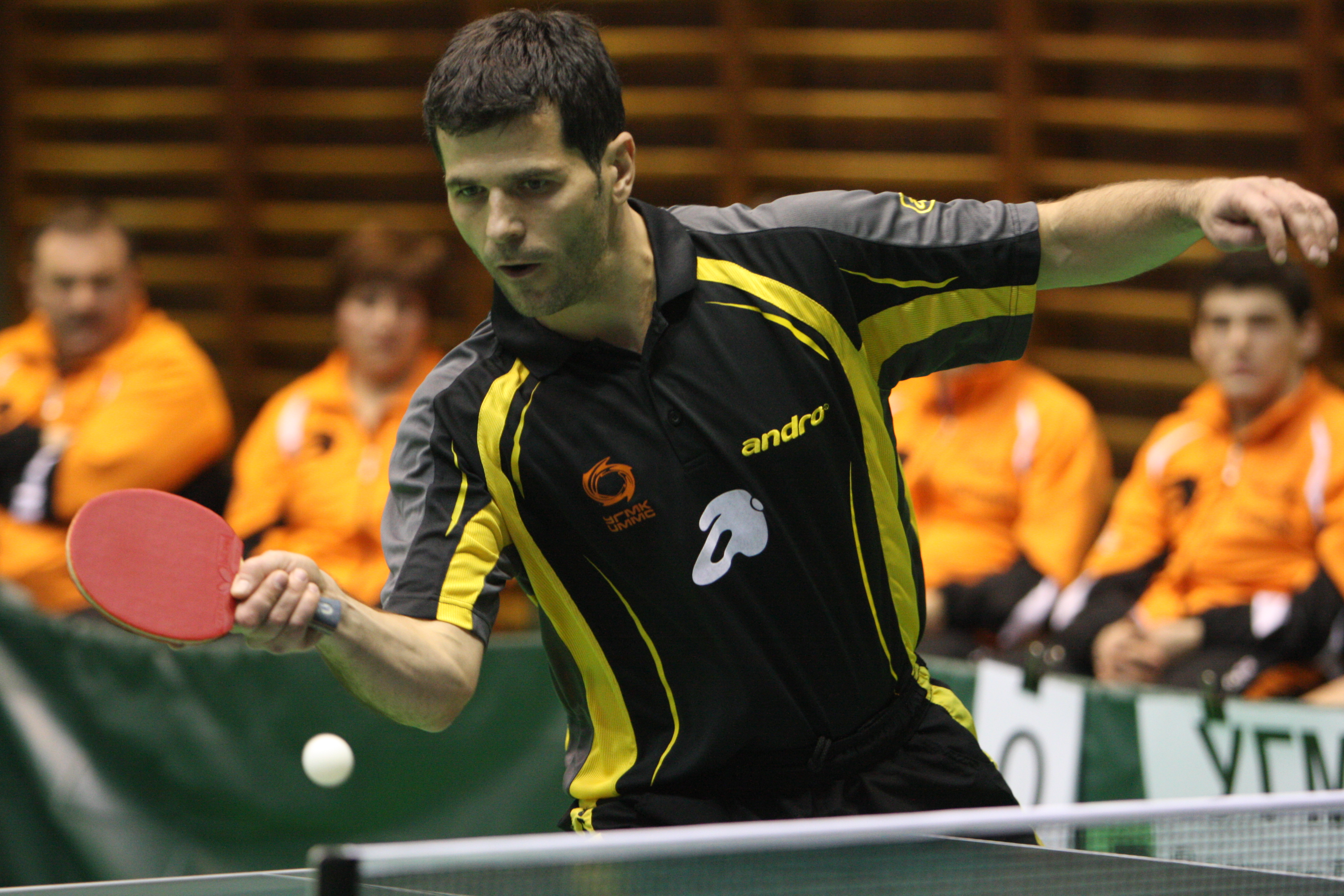
Zoran Primorac (2009).

Zoran Primorac /ˈzoʊrən ˈpriːməˌræts/ (nació el 10 de mayo de 1969) es un jugador, retirado, de tenis de mesa nacido en Croacia. Ganó dos veces la copa del mundo y uno de los tres jugadores de Tenis de Mesa que estuvo en siete Juegos Olímpicos. Su mejor ubicación en el ranking de ITTF fue la segunda posición en 1988. 

## Resultados
| Año  | Competición        | Ciudad                    | Ubicación         | Evento              |
| ---- | ------------------ | ------------------------- | ----------------- | ------------------- |
| 1988 | Juegos Olímpicos   | Corea del Sur Seúl        | Medalla de plata  | Dobles, hombres     |
| 1993 | Copa del Mundo     | China Guangzhou           | Medalla de oro    | Individual, hombres |
| 1997 | Copa del Mundo     | Francia Nimes             | Medalla de oro    | Individual, hombres |
| 1994 | Copa del Mundo     | República de China Taipéi | Medalla de bronce | Individual, hombres |
| 1998 | Copa del Mundo     | China Shantou             | Medalla de bronce | Individual, hombres |
| 1999 | Copa del Mundo     | China Xiaolan             | Medalla de bronce | Individual, hombres |
| 2002 | Copa del Mundo     | China Jinan               | Medalla de bronce | Individual, hombres |
| 1987 | Copa del Mundo     | India New Delhi           | Medalla de bronce | Equipo, hombres     |
| 1987 | Copa del Mundo     | India New Delhi           | Medalla de plata  | Dobles, hombres     |
| 1991 | Copa del Mundo     | Japón Chiba               | Medalla de plata  | Equipo, hombres     |
| 1993 | Copa del Mundo     | Suecia Gothenburg         | Medalla de bronce | Individual, hombres |
| 1995 | Copa del Mundo     | China Tianjin             | Medalla de plata  | Dobles, hombres     |
| 1999 | Copa del Mundo     | Países Bajos Eindhoven    | Medalla de bronce | Dobles, hombres     |
| 1986 | Campeonato Europeo | República Checa Praga     | Medalla de bronce | Dobles, hombres     |
| 1988 | Campeonato Europeo | Francia Paris             | Medalla de plata  | Dobles, hombres     |
| 1990 | Campeonato Europeo | Suecia Gothenburg         | Medalla de bronce | Equipo, hombres     |
| 1990 | Campeonato Europeo | Suecia Gothenburg         | Medalla de oro    | Dobles, hombres     |
| 1992 | Campeonato Europeo | Alemania Stuttgart        | Medalla de bronce | Individual, hombres |
| 1992 | Campeonato Europeo | Alemania Stuttgart        | Medalla de bronce | Mixed doubles       |
| 1994 | Campeonato Europeo | Reino Unido Birmingham    | Medalla de bronce | Individual, hombres |
| 1994 | Campeonato Europeo | Reino Unido Birmingham    | Medalla de plata  | Dobles, hombres     |
| 1994 | Campeonato Europeo | Reino Unido Birmingham    | Medalla de oro    | Mixed doubles       |
| 1998 | Campeonato Europeo | Países Bajos Eindhoven    | Medalla de plata  | Individual, hombres |
| 2000 | Campeonato Europeo | Alemania Bremen           | Medalla de plata  | Individual, hombres |
| 2002 | Campeonato Europeo | Croacia Zagreb            | Medalla de bronce | Individual, hombres |
| 2005 | Campeonato Europeo | Dinamarca Aarhus          | Medalla de bronce | Individual, hombres |
| 2007 | Campeonato Europeo | Serbia Belgrade           | Medalla de plata  | Equipo, hombres     |

- Datos: Q26355
- Multimedia: Zoran Primorac / Q26355